# Industrie (Archäologie)
Als Industrie wird in der Archäologie eine gleichmäßige, zusammenpassende Fundpalette bezeichnet. Sie zeichnet sich meist durch ein einzelnes, in allen Gebieten dieser „Industrie“ vorkommendes, oft auch namensgebendes Produkt aus (Beispiel: Faustkeil-Industrie). Wird dagegen eine Vielzahl an Artefakten und Funden in einer Region gefunden (Beispiel: Faustkeile), spricht man im Paläolithikum von einem Technokomplex, im Neolithikum (Beispiel: Trichterbecher) auch von einer archäologischen Kultur. Mitunter erlauben die Funde auch Rückschlüsse auf ähnliche oder gleiche Verhaltensweisen und Materialbearbeitung.